# Durian

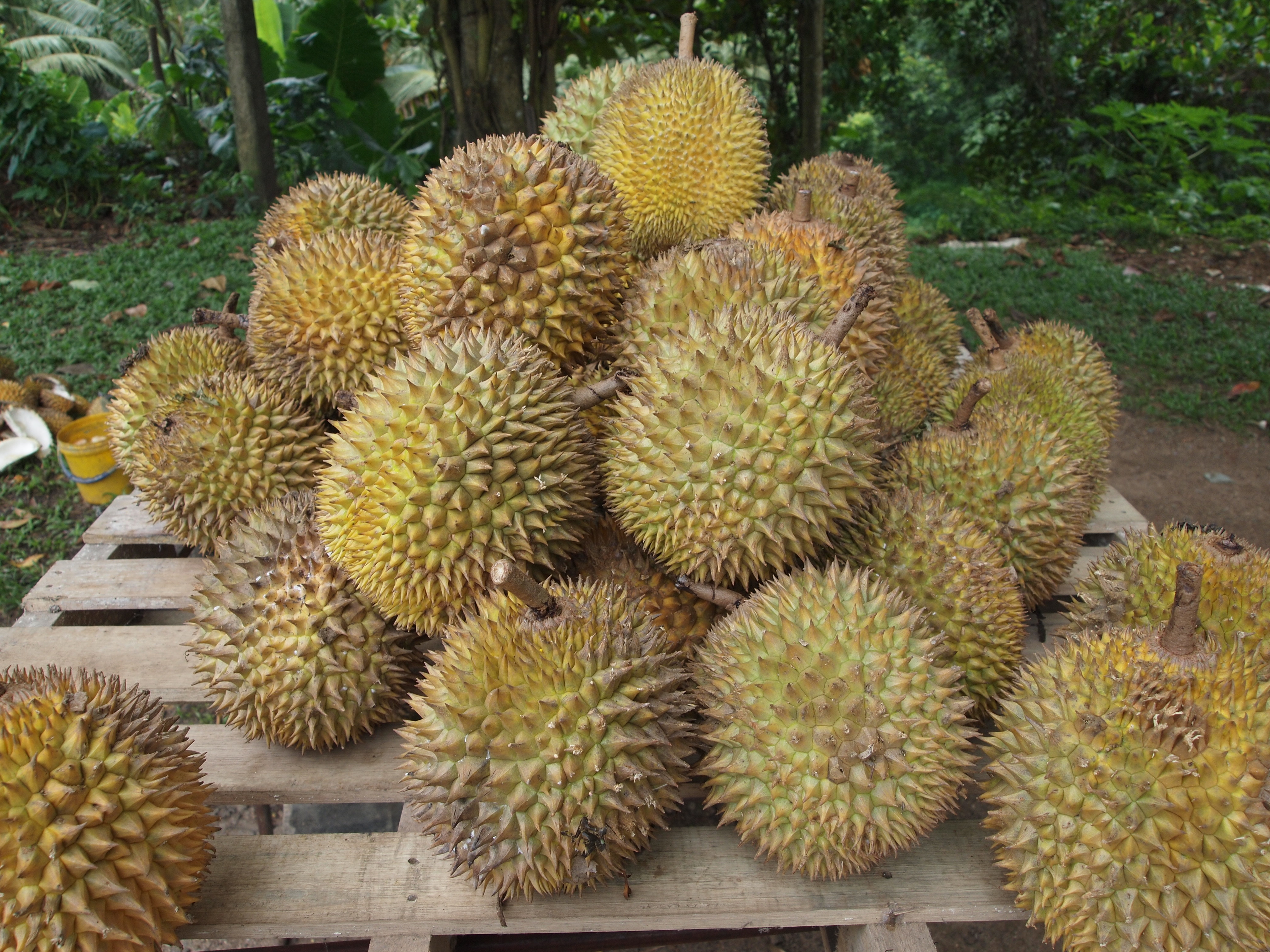
Durian na rynku

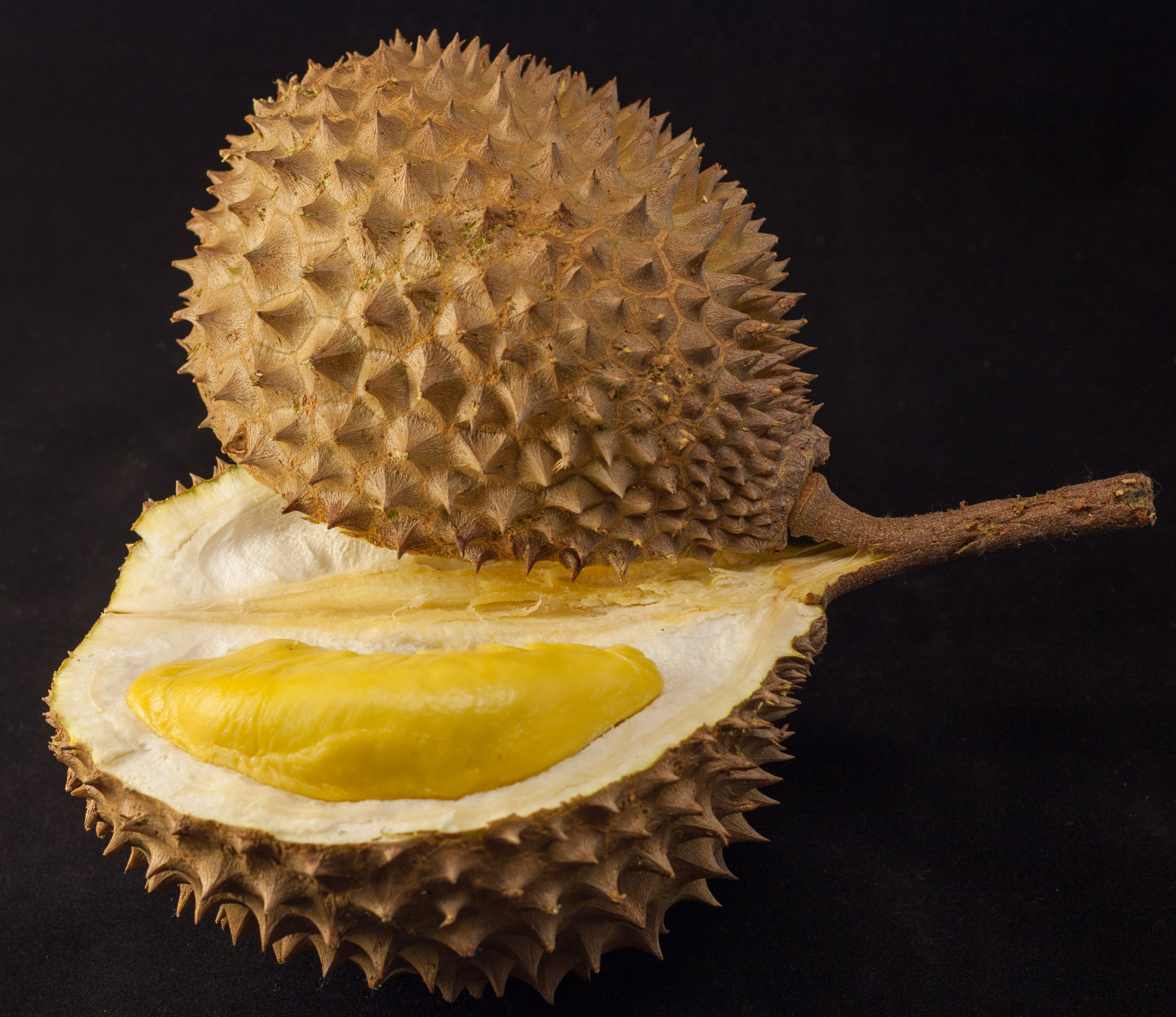
Pokrój duriana, odsłaniając miąższ

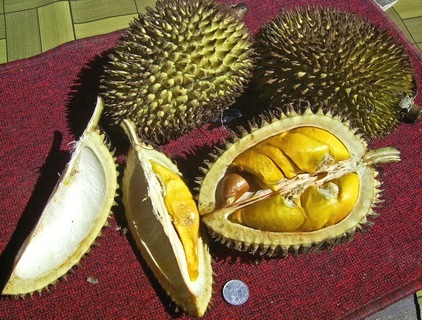
Durio kutejensis

Durian – jadalny owoc kilku gatunków drzew z rodzaju durian Durio. Istnieje ok. 30 uznanych gatunków, z których co najmniej dziewięć wytwarza jadalne owoce; pochodzących z tropikalnych obszarów południowo-wschodniej Azji. 
Nazywany w niektórych regionach „królem owoców” durian wyróżnia się dużymi rozmiarami, silnym zapachem i skórką pokrytą kolcami. Owoce mogą osiągnąć do 30 cm długości, 15 cm średnicy i zazwyczaj ważą 1–3 kg. W zależności od gatunku i odmiany ma kształt od podłużnego do okrągłego, kolor łuski od zielonego do brązowego, a miąższ od bladożółtego do czerwonego.

## Odmiany uprawne
Na przestrzeni wieków w Azji Południowo-Wschodniej pojawiło się wiele kultywarów duriana, rozmnażanych przez klony wegetatywne. Kiedyś były uprawiane z mieszanymi wynikami z nasion drzew owocujących najwyższej jakości owocami, ale obecnie rozmnaża się je poprzez nakładanie warstw, markotowanie lub,  częściej, poprzez szczepienie, w tym pączek, fornir, klin, bicz lub szczepienie w kształcie U na sadzonkach losowo wybranych podkładki. Różne kultywary można w pewnym stopniu odróżnić na podstawie różnic w kształcie owoców, takich jak kształt kolców.